# Андерсен, Ханс Кристиан
Ханс Кри́стиан А́ндерсен (в русском языке также распространено написание Ганс Христиа́н А́ндерсен, дат. Hans Christian Andersen, датский: [ˈhænˀs ˈkʰʁestjæn ˈɑnɐsn̩] (слушать)о файле; 2 апреля 1805 года, Оденсе, Датско-норвежская уния — 4 августа 1875 года, Копенгаген, Дания) — датский писатель, автор всемирно известных сказок для детей и взрослых: «Гадкий утёнок», «Новое платье короля», «Дюймовочка», «Стойкий оловянный солдатик», «Принцесса на горошине», «Оле Лукойе», «Снежная королева», «Русалочка» и многих других.
Андерсен написал 3342 произведения, его работы переведены примерно на 125 языков и представляют собой незыблемые уроки добродетели и жизненной стойкости.

## Биография

### Ранние годы
Ханс Кристиан Андерсен родился 2 апреля 1805 года в Оденсе на острове Фюн в Дании, в семье Ханса Андерсена и Анны Марии Андерсдаттер. У него была сводная сестра по имени Карен. Отец Андерсена родился в 1782. Он был сапожником, считавшим себя принадлежащим к знати (бабушка Андерсена по отцовской линии рассказывала его отцу, что их семья принадлежала к более высокому социальному классу, но расследование опровергло эти истории). Хотя это и было оспорено, предполагается, что Андерсен был незаконнорожденным сыном короля Кристиана VIII. Датский историк Йенс Йоргенсен поддержал эту идею в своей книге «Х.К. Андерсен, настоящий миф». Мать Андерсена работала прачкой. Отец Андерсена, получивший начальное школьное образование, познакомил сына с литературой, читая ему сказки «Тысяча и одна ночь».
Андерсен был крещён 15 апреля 1805 года в церкви Святого Ганса в Оденсе. Согласно свидетельству о рождении, которое было составлено только в ноябре 1823 года, на церемонии крещения присутствовали шестеро крестных родителей: мадам Силле Мари Брейнеберг, дева Фридериче Поммер, сапожник Педер Вальтерсдорф, подмастерье-плотник Андерс Йоргенсен, больничный привратник Николас Гомар и королевский шляпник Йенс Хенриксен Дорх.
Он рос очень нервным ребёнком, эмоциональным и восприимчивым. В то время физические наказания детей в школах были обычным делом, поэтому мальчик боялся ходить в обычную школу, и мама отдала его в еврейскую школу, где физические наказания не практиковались.
После смерти мужа в 1816 году Анна Мария снова вышла замуж в 1818 году. Андерсена отправили в местную школу для детей из бедных семей, где он получил базовое образование и должен был сам обеспечивать себя, работая подмастерьем у ткача, а затем у портного. В 14 лет Андерсен переехал в Копенгаген, чтобы найти работу актёра. Обладая хорошим сопрано, он был принят в Королевский театр Дании, но вскоре его голос изменился. Коллега по театру сказал Андерсену, что считает его поэтом, и, восприняв это всерьез, Андерсен сосредоточился на писательстве. 
Йонас Коллин, директор Датского королевского театра, питал большую привязанность к Андерсену и отправил его в среднюю школу в Слагельсе, убедив короля Фредерика VI частично оплатить обучение Андерсена. К тому времени Андерсен опубликовал свой первый рассказ «Призрак на могиле Палнатока» (1822). Хотя Андерсен и не был выдающимся учеником, он также посещал школу в Эльсиноре. Ученики в школе были на 6 лет младше Андерсена. Он впоследствии вспоминал о годах учёбы в школе как о самой мрачной поре своей жизни, из-за того, что он подвергался строгой критике ректора учебного заведения и болезненно переживал по этому поводу до конца своих дней — он видел ректора в кошмарных снах. В 1827 году Андерсен завершил учёбу в школе. Позже Андерсен сказал, что преподаватели отговаривали его от писательской деятельности, что привело к депрессии.
В 1828 году Андерсен поступил в Копенгагенский университет и окончил курс со званием кандидата философии. Начиная с 1829 года Андерсен перестал получать какие бы то ни было пособия и жил исключительно литературой.

### Творческий путь
В 1829 году Андерсен добился значительного успеха благодаря рассказу «Пешее путешествие от Хольменского канала к восточному мысу Амагер». Его главный герой встречается с самыми разными персонажами ― от Святого Петра до говорящего кота. Вслед за этим успехом Андерсен написал театральную пьесу «Любовь на колокольне церкви Святого Николая» и небольшой сборник стихов. Сразу после выхода этих стихотворений он не добился значительных успехов в написании и публикации, но в 1833 году получил от короля небольшую стипендию на поездку. Это позволило Андерсену отправиться в первое из многочисленных путешествий по Европе. В Юре, недалеко от Ле-Локля, в Швейцарии, Андерсен написал сказку «Агнете и морской человек». В том же году он провел вечер в итальянской приморской деревушке Сестри-Леванте, которая вдохновила его на написание «Бухты басен». Андерсен прибыл в Рим в октябре 1834 года. Его путешествия по Италии нашли отражение в его первом романе ― беллетризованной автобиографии под названием «Импровизатор», опубликованном в 1835 году и сразу же получившем признание.
«Сказки, рассказанные для детей» ― первый сборник из девяти сказок Андерсена. Они были опубликованы в серии из трёх частей издательством C. A. Reitzel в Копенгагене в период с мая 1835 по апрель 1837 года. Это была первая работа Андерсена в жанре волшебной сказки. 
Первой частью был том из шестидесяти одной страницы без переплета, опубликованный 8 мая 1835 года, содержащий «Огниво», «Маленького Клауса и большого Клауса», «Принцессу на горошине» и «Цветы маленькой Иды». Первые три сказки были основаны на народных сказках, которые Андерсен слышал в детстве. Четвёртая была написана Андерсеном для Иды Тиле, дочери фольклориста Юстаса Матиаса Тиле, первого покровителя Андерсена. Райтцель заплатил Андерсену тридцать ригсдалеров за рукопись, а буклет был оценен в 24 шиллинга.
Вторая часть была опубликована 16 декабря 1835 года и включала в себя «Непослушного мальчика», «Попутчика» и «Дюймовочку». Последняя была написана по мотивам «Мальчик-с-пальчик» и других историй о миниатюрных людях. «Непослушный мальчик» был основан на стихотворении об Эросе из «Анакреонтеи», а «Попутчик» ― это история о привидениях, с которой Андерсен экспериментировал в 1830 году.
Третья часть содержала «Русалочку» и «Новое платье короля» и была опубликована 7 апреля 1837 года. На первую из них повлияли «Ундина» Фридриха де ла Мотт Фуке (1811) и легенды о русалках. Эта сказка принесла Андерсену мировую известность. Единственной другой повестью в третьем буклете была "Новая одежда императора", основанная на средневековой испанской истории арабского и еврейского происхождения. Накануне выхода в свет третьей части Андерсен переделал концовку (в которой император просто шествует в процессии) в ставший знаменитым финал, где ребёнок кричит: На императоре совсем нет одежды!
Датские рецензии на первые две брошюры впервые появились в 1836 году и не были полны энтузиазма. Критикам не понравился непринужденный стиль и очевидная безнравственность, поскольку детская литература предназначалась скорее для обучения, чем для развлечения. Критики отговорили Андерсена от использования этого стиля. Андерсен считал, что он работает против предвзятого мнения критиков о волшебных сказках, и временно вернулся к написанию романов, прождав целый год, прежде чем опубликовать свою третью часть.
Девять сказок из трёх сборников были изданы в одном томе и проданы за семьдесят два шиллинга. В этом томе были опубликованы титульный лист, оглавление и предисловие Андерсена.
В 1868 году Гораций Скаддер, американский редактор молодёжного журнала «Риверсайд», предложил Андерсену 500 долларов за 12 новых рассказов. Шестнадцать рассказов Андерсена были опубликованы в журнале, и 10 из них появились там до того, как были напечатаны в Дании.
Для немецкого издания сборника своих произведений Андерсен написал автобиографию под названием «Сказка моей жизни». Со временем эта автобиография дописывалась, в неё добавлялись события, происшедшие с Андерсеном в последние годы. Последнее дополнение датируется 1855 годом. После смерти Андерсена, в 1877 году Йонасом Коллином, сыном друга Андерсена Эдварда Коллина и внуком «отца и благодетеля» Андерсена Йонаса Коллина, было написано прибавление к «Сказке моей жизни», описывающее последние годы жизни писателя.
В октябре 2012 года в датском архиве была обнаружена очень ранняя сказка Андерсена «Сальная свеча» (по-датски: Tællelyset). Эта история, написанная в 1820-х годах, рассказывает о свече, которую никто не ценит. Она была написана, когда Андерсен ещё учился в школе, и посвящена одному из его благодетелей.

### Романтические взаимоотношения
Андерсен никогда не был женат и не имел детей. Страдал неврастенией.
В ранние годы жизни Андерсена в его личном дневнике были записи о его отказе вступать в сексуальные отношения. Андерсен испытывал гомосексуальное влечение. Он писал Эдварду Коллину:
Я томлюсь по тебе, как по хорошенькой калабрийской девушке... мои чувства к тебе ― чувства женщины. Женственность моей натуры и наша дружба должны оставаться тайной.
Коллин писал в своих мемуарах: 
Я обнаружил, что не могу ответить на эту любовь, и это причинило автору много страданий.
Увлечение Андерсена Карлом Александром, молодым наследным герцогом Саксен-Веймар-Эйзенахским, действительно привело к их отношениям: 
Наследный великий герцог прошел со мной под руку через внутренний двор замка в мою комнату, нежно поцеловал меня, попросил всегда любить его, хотя он был самым обычным человеком, попросил меня остаться с ним этой зимой... Заснул с грустным и счастливым чувством, что я был гостем этого странного принца в его замке и любим им... Это похоже на сказку.
Мнения о физической самореализации Андерсена в сексуальной области разделились. Биограф Джеки Вуллшлагер утверждает, что он, возможно, был любовником датского танцора Харальда Шарффа, и «Снеговик» Андерсена был вдохновлён их отношениями. Шарфф впервые встретил Андерсена, когда тому было за 50. Андерсен был без ума от него, и Вуллшлагер считает, что его дневники подразумевают, что их отношения были сексуальными. Шарфф несколько раз ужинал наедине с Андерсеном и подарил Андерсену серебряную зубную щетку на его 57-й день рождения. Вуллшлагер утверждает, что зимой 1861—1862 годов у двух мужчин завязался роман, который принёс Андерсену радость, своего рода сексуальное удовлетворение и временный конец одиночеству. Он не был сдержан в своём поведении с Шарффом и открыто выказывал свои чувства. Очевидцы сочли эти отношения неподобающими и нелепыми. В своём дневнике в марте 1862 года Андерсен назвал это время в своей жизни эротическим. 13 ноября 1863 года Андерсен написал: Шарфф не навещал меня восемь дней, с ним все кончено. Он воспринял это спокойно, и впоследствии они пересекались в разных социальных кругах, хотя Андерсен много раз безуспешно пытался возобновить их отношения.
Согласно Вуллшлагер, дневники Андерсена не оставляют сомнений в том, что его привлекали оба пола. Временами он жаждал физических отношений с женщиной, а иногда вступал в физическую связь с мужчинами. Например, Вуллшлагер цитирует дневники Андерсена: «Шарфф подскочил ко мне, бросился мне на шею и поцеловал! Нервничал весь вечер». Пять дней спустя его навестил Шарфф, который был «очень дружелюбным и милым». В последующие недели состоялся ужин у Шарффа, который был «пылким и любящим».
Утверждение о том, что Андерсен вступал в физическую связь с мужчинами, было оспорено Кларой Бом и Аней Ааренструп из Центра Х.К. Андерсена Университета Южной Дании. Они заявляют:
Правильно указывать на очень противоречивые (и к тому же очень травмирующие) элементы в эмоциональной жизни Андерсена, касающиеся сексуальной сферы, но совершенно неверно называть его гомосексуалом и утверждать, что у него были физические отношения с мужчинами. Это не так. Действительно, это полностью противоречило бы его моральным и религиозным представлениям, аспектам, которые находятся совершенно вне поля зрения Вуллшлагер и ей подобных.
Вуллшлагер, по сути, утверждала, что из-за моральных и религиозных представлений своего времени Андерсен не мог открыто говорить о своих гомосексуальных связях.
Андерсен также влюблялся в недосягаемых женщин, и многие находят упоминания о них в его рассказах. В какой-то миг Андерсен записал в своем дневнике: «Всемогущий Боже, я принадлежу только тебе. Ты управляешь моей судьбой, я должен предаться тебе! Дай мне средства к существованию! Дай мне невесту! Моя кровь жаждет любви, как и моё сердце!». Девушка по имени Риборг Фойгт была безответной любовью юности Андерсена. Маленький мешочек с длинным письмом от Фойгт был найден на груди Андерсена, когда он умер, спустя несколько десятилетий после того, как Андерсен впервые влюбился в нее. Среди других разочарований в любви были Софи Эрстед, дочь физика Ханса Кристиана Эрстеда, и Луиза Коллин, младшая дочь его благодетеля Йонаса Коллина. 
Одна из сказок Андерсена, «Соловей», была написана как выражение его страсти к оперной певице, Енни Линд и послужила источником вдохновения для ее прозвища Шведский соловей. Писатель был застенчив в общении с женщинами, и ему было крайне трудно сделать Линд предложение. Когда Линд садилась в поезд, чтобы отправиться на оперный концерт, Андерсен передал ей письмо с предложением руки и сердца. Ее чувства к нему изменились. Она видела в Андерсене брата и написала ему в 1844 году: «Прощай... Боже, благослови и защити моего брата — таково искреннее пожелание его любящей сестры Енни». Предполагается, что Андерсен выразил свое разочарование, изобразив Линд антигероиней одноименной сказки «Снежная королева».

### Смерть
В начале 1872 года, в возрасте 67 лет, Андерсен упал со своей кровати и сильно ушибся. Он так до конца и не оправился от полученных травм. Вскоре после этого у него появились признаки рака печени.
Андерсен умер 4 августа 1875 года в возрасте 70 лет в загородном доме под названием Ролигхед недалеко от Копенгагена, где жили его близкие друзья, банкир Мориц Г. Мельхиор и его жена. Незадолго до своей смерти Андерсен проконсультировался с композитором по поводу музыки для своих похорон, сказав: «Большинство людей, которые будут идти после меня, будут детьми, поэтому заставляйте ритм двигаться в такт маленькими шагами».
На момент своей смерти Андерсен пользовался международным уважением, и датское правительство выплачивало ему ежегодную стипендию за то, что он был национальным достоянием.

### Известные сказки
- Аисты (Storkene, 1839)
- Альбом крёстного (Gudfaders Billedbog, 1868)
- Ангел (Engelen, 1843)
- Анне Лисбет (Anne Lisbeth, 1859)
- Бабушка (Bedstemoder, 1845)
- Блоха и профессор (Loppen og Professoren, 1872)
- Блуждающие огоньки в городе (Lygtemændene ere i Byen, sagde Mosekonen, 1865)
- Бог никогда не умрёт (Den gamle Gud lever endnu, 1836)
- Большой морской змей (Den store Søslange, 1871)
- Бронзовый кабан (быль) (Metalsvinet, 1842)
- Бузинная матушка (Hyldemoer, 1844)
- Бутылочное горлышко (Flaskehalsen, 1857)
- В день кончины (Paa den yderste Dag, 1852)
- В детской (I Børnestuen, 1865)
- Весёлый нрав (Et godt Humeur, 1852)
- Ветер рассказывает о Вальдемаре До и его дочерях (Vinden fortæller om Valdemar Daae og hans Døttre, 1859)
- Ветряная мельница (Veirmøllen, 1865)
- Волшебный холм (Elverhøi, 1845)
- Воротничок (Flipperne, 1847)
- Всяк знай своё место! (Всему своё место) («Alt paa sin rette Plads», 1852)
- Вен и Глен (Vænø og Glænø, 1867)
- Гадкий утёнок (Den grimme Ælling, 1843)
- Ганс Чурбан (Дурень Ганс, Иванушка-дурачок) (Klods-Hans, 1855)
- Два брата (To Brødre, 1859)
- Две девицы (To Jomfruer, 1853)
- Двенадцать пассажиров (Tolv med Posten, 1861)
- Дворовый петух и флюгерный (Gaardhanen og Veirhanen, 1859)
- Дева льдов (Iisjomfruen, 1861)
- Девочка со спичками (Den lille Pige med Svovlstikkerne, 1845)
- Девочка, которая наступила на хлеб (Девочка, наступившая на хлеб) (Pigen, som traadte paa Brødet, 1859)
- День переезда (Flyttedagen, 1860)
- Дикие лебеди (De vilde Svaner, 1838)
- Директор кукольного театра (Marionetspilleren, 1851)
- Дни недели (Ugedagene, 1868)
- Домовой и хозяйка (Nissen og Madamen, 1867)
- Домовой мелочного торговца (Домовой лавочника) (Nissen hos Spekhøkeren, 1852)
- Дорожный товарищ (Reisekammeraten, 1835)
- Дочь болотного царя (Dynd-Kongens Datter, 1858)
- Дриада (Dryaden, 1868)
- Дюймовочка (Tommelise, 1835) (см. также Дюймовочка (персонаж))
- Еврейка (Jødepigen, 1855)
- Ель (Grantræet, 1844)
- Епископ Берглумский и его родичи (Bispen paa Børglum og hans Frænde, 1861)
- Есть же разница! («Der er Forskjel!», 1851)
- Жаба (Skrubtudsen, 1866)
- Жених и невеста (Kjærestefolkene или Toppen og Bolden, 1843)
- Зелёные крошки (De smaa Grønne, 1867)
- Злой князь. Предание (Den onde Fyrste, 1840)
- Золотой мальчик (Guldskat, 1865)
- И в щепотке порой скрывается счастье (Lykken kan ligge i en Pind, 1869)
- Иб и Христиночка (Ib og lille Christine, 1855)
- Из окна богадельни (Fra et Vindue i Vartou, 1846)
- Истинная правда (Det er ganske vist!, 1852)
- История года (Aarets Historie, 1852)
- История одной матери (Historien om en Moder, 1847)
- Как буря перевесила вывески (Stormen flytter Skilt, 1865)
- Как хороша! («Deilig!», 1859)
- Калоши счастья[англ.][51] (Lykkens Kalosker, 1838)
- Капля воды (Vanddraaben, 1847)
- Ключ от ворот (Portnøglen, 1872)
- Кое-что («Noget», 1858)
- Колокол (Klokken, 1845)
- Колокольный омут (Klokkedybet, 1856)
- Колокольный сторож Оле (Taarnvægteren Ole, 1859)
- Комета (Kometen, 1869)
- Красные башмаки (De røde Skoe, 1845)
- Кто же счастливейшая? (Hvem var den Lykkeligste?, 1868)
- Лебединое гнездо (Svanereden, 1852)
- Лён (Hørren, 1848)
- Маленький Клаус и Большой Клаус (Lille Claus og store Claus, 1835)
- Маленький Тук (Lille Tuk, 1847)
- Мотылёк (Sommerfuglen, 1860)
- Муза нового века (Det nye Aarhundredes Musa, 1861)
- На дюнах (En Historie fra Klitterne, 1859)
- На краю моря (Ved det yderste Hav, 1854)
- На могиле ребёнка (Barnet i Graven, 1859)
- На птичьем дворе (I Andegaarden, 1861)
- Навозный жук (Skarnbassen, 1861)
- Немая книга (Den stumme Bog, 1851)
- Плохой мальчик (Den uartige Dreng, 1835)
- Новое платье короля (Keiserens nye Klæder, 1837)
- Ночной колпак старого холостяка (Pebersvendens Nathue, 1858)
- О чём рассказывала старуха Иоханна (Hvad gamle Johanne fortalte, 1872)
- Обрывок жемчужной нити (Et stykke Perlesnor, 1856)
- Огниво (Fyrtøiet, 1835)
- Оле-Лукойе (Ole Lukøie, 1841)
- Отпрыск райского растения (Et Blad fra Himlen, 1853)
- Парочка (Kærestefolkene, 1843)
- Пастушка и трубочист (Hyrdinden og Skorsteensfeieren, 1845)
- Пейтер, Петер и Пер (Peiter, Peter og Peer, 1868)
- Перо и чернильница (Pen og Blækhuus, 1859)
- Пляши, куколка, пляши! (Dandse, dandse Dukke min!, 1871)
- Побратимы (Venskabs-Pagten,1842)
- Под ивой (Under Piletræet, 1852)
- Подснежник (Sommergjækken, 1862)
- Последний сон старого дуба (Det gamle Egetræes sidste Drøm, 1858)
- Последняя жемчужина (Den sidste Perle, 1853)
- Прадедушка (Oldefa'er, 1870)
- Предки птичницы Греты (Hønse-Grethes Familie, 1869)
- Прекраснейшая роза мира (Verdens deiligste Rose, 1851)
- Принцесса на горошине (Prindsessen paa Ærten, 1835)
- Пропащая («Hun duede ikke», 1852)
- Прыгуны (Springfyrene, 1845)
- Психея (Psychen, 1861)
- Птица народной песни (Folkesangens Fugl, 1864)
- Птица феникс (Fugl Phønix, 1850)
- Пятеро из одного стручка (Fem fra en Ærtebælg, 1852)
- Райский сад (Paradisets Have, 1839)
- Рассказы солнечного луча (Solskins-Historier, 1869)
- Ребячья болтовня (Børnesnak, 1859)
- Роза с могилы Гомера (En Rose fra Homers Grav, 1842)
- Ромашка (Gaaseurten, 1838)
- Русалочка (Den lille Havfrue, 1837)
- С крепостного вала (Et Billede fra Castelsvolden, 1846)
- Садовник и господа (Gartneren og Herskabet, 1872)
- Сальная свеча (Tællelyset, 1820-е гг.)
- Самое невероятное (Det Utroligste, 1870)
- Свечи (Lysene, 1870)
- Свинопас (Svinedrengen, 1841)
- Свинья-копилка (Pengegrisen, 1854)
- Сердечное горе (Hjertesorg, 1852)
- Серебряная монетка (Sølvskillingen, 1861)
- Сидень (Krøblingen, 1872)
- Скороходы (Hurtigløberne, 1858)
- Снеговик (Sneemanden, 1861)
- Снежная королева (Sneedronningen, 1844)
- Сокрыто — не забыто (Gjemt er ikke glemt, 1866)
- Соловей (Nattergalen, 1843)
- Сон (En Historie, 1851)
- Соседи (Nabofamilierne, 1847)
- Старая могильная плита (Den gamle Gravsteen, 1852)
- Старый дом (Det gamle Huus, 1847)
- Старый уличный фонарь (Den gamle Gadeløgte, 1847)
- Старый церковный колокол (Den gamle Kirkeklokke, 1861)
- Стойкий оловянный солдатик (Den standhaftige Tinsoldat, 1838)
- Судьба репейника (Hvad Tidselen oplevede, 1869)
- Сундук-самолёт (Den flyvende Kuffert, 1839)
- Суп из колбасной палочки (Suppe paa en Pølsepind, 1858)
- Счастливое семейство (Den lykkelige Familie, 1847)
- Сын привратника (Portnerens Søn, 1866)
- Талисман (Talismanen, 1836)
- Тень (Skyggen, 1847)
- Тернистый путь славы («Ærens Tornevei», 1855)
- Тётушка (Moster, 1866)
- Тётушка Зубная Боль (Tante Tandpine, 1872)
- Тряпьё (Laserne, 1868)
- Уж что муженёк сделает, то и ладно (Что муженёк ни сделает, всё хорошо) (Hvad Fatter gjør, det er altid det Rigtige, 1861)
- Улитка и розы (Улитка и розовый куст) (Sneglen og Rosenhækken, 1861)
- Философский камень (De Vises Steen, 1858)
- Хольгер Датчанин (Holger Danske, 1845)
- Цветы маленькой Иды (Den lille Idas Blomster, 1835)
- Чайник (Theepotten, 1863)
- Чего только ни придумают… (Что можно придумать) (Hvad man kan hitte paa, 1869)
- Через тысячу лет (Om Aartusinder, 1852)
- Что сказала вся семья (Hvad hele Familien sagde, 1870)
- Штопальная игла Штопальная игла (Stoppenaalen, 1845)
- Гречиха (Boghveden, 1841)
- Эльф розового куста (Rosen-Alfen, 1839)

Сказки Андерсена входят во Всемирную библиотеку (список наиболее значимых произведений мировой литературы Норвежского книжного клуба).

### Повести и романы
- Импровизатор (Improvisatoren, 1835)
- Всего лишь скрипач (Kun en Spillemand, 1837)
- Картинки-невидимки (сборник из 33 коротких историй)
- Петька-счастливец (Lykke-Peer, 1870 г.)

## Экранизации
Основная статья: Категория: Экранизации произведений Ханса Кристиана Андерсена
- 1941 — Свинопас в сборнике Цветные киноновеллы
- 1968 — Старая, старая сказка
- 1969 — Сказка о сказке
- 1976 — Принцесса на горошине
- 1976 — Русалочка (СССР—НРБ)
- 1979 — Соловей
- 1984 — Осенний подарок фей
- 1986 — Калоши счастья (Австрия, Германия, Чехословакия)
- 1986 — Тайна Снежной королевы
- 1987 — Дикие лебеди
- 1994 — Оловянный солдатик
- 1994 — Снежная королева
- 2002 — Снежная королева
- 2006 — Дюймовочка

### Мультипликация
- 1956 — Гадкий утёнок
- 1957 — Снежная королева
- 1962 — Дикие лебеди
- 1963 — Свинья-копилка
- 1964 — Дюймовочка
- 1965 — Пастушка и трубочист
- 1968 — Русалочка
- 1976 — Стойкий оловянный солдатик
- 1980 — Свинопас
- 1984 — Ель
- 1987 — Большой подземный бал
- 1988 — Домовой и хозяйка
- 1990 — Новое платье короля
- 1991 — Соловей
- 2010 — Гадкий утёнок

- Навозный жук
- Прыгун
- Огниво
- Русалочка
- Что муж ни сделает, то и хорошо
- Оле-Лукойе
- Сундук-самолёт
- Стойкий оловянный солдатик
- Цветы малышки Иды

- Золотое сокровище
- Профессор и блоха
- Принцесса на горошине
- Ёлка
- Свинопас
- Калоши счастья
- Новое платье короля
- Жених и невеста
- Старый уличный фонарь
- Бутылочное горлышко
- Садовник и семейство
- Гадкий утёнок
- Истинная правда
- Суп из колбасной палочки
- Спутник
- Снеговик
- Соловей
- Ганс Чурбан

- 2006 — Девочка со спичками
- 2010 — Гадкий утёнок (мультфильм, 2010)
- 2012 — Снежная королева (мультфильм, 2012)
- 2013 — Холодное сердце (мультфильм, 2013)
- 2013 — Снежная королева
- 2014 — Снежная королева 2: Перезаморозка

### Диафильмы
- Огниво (диафильм)
  - Огниво (1973) художник А. Спешнева
  - Огниво (1988) Художник О. Монина
  - Огниво (1990) студия Диа-факс, художник Н. Казакова

### Киновоплощения
- 1952 — «Ханс Кристиан Андерсен»[англ.], реж. Чарльз Видор, в главной роли Дэни Кей.
- 1976 — «Русалочка», в роли Андерсена Валентин Никулин.
- 1983 — «Академия пана Кляксы», в роли Андерсена Лембит Ульфсак.
- 2001 — «Волшебник страны грёз» («Жизнь как сказка»)[англ.] (США, реж. Филип Савилл), в главной роли Киран Бью.
- 2006 — «Андерсен. Жизнь без любви» (фильм Эльдара Рязанова), в главной роли Сергей Мигицко.

## Адаптации в музыке
Стихи Андерсена легли в основу многих песен и романсов. В XIX веке их активно использовал Эдвард Григ (например, в вокальном цикле «Мелодии сердца», op. 5).
- Опера-притча «Гадкий утёнок», соч. 1996, — свободная оперная версия Льва Конова на музыку Сергея Прокофьева (ор. 18 и ор. 22) для сопрано-соло, детского хора и фортепиано. 1 Акт: 2 Эпиграфа и 38 картинок-мимолётностей, продолжительностью — 28 мин.
- Опера-притча «Девочка, наступившая на хлеб» (1980-81) — музыка В. Копытько, либретто Ю. Борисова и В. Копытько при участии В. Котовой (поставлена на Ленинградском телевидении, 1983, реж. Дм. Рождественский).

## Награды
- Командор 1-го класса ордена Данеброг (1 апреля 1875 года, Дания)[52]

## Память
- В 1880 году на территории датского замка Розенборг писателю установлен памятник, на открытии присутствовал король Кристиан IX[53].
- 2 июля 1985 года в честь Х. К. Андерсена астероиду, открытому 2 мая 1976 года Н. С. Черных в Крымской астрофизической обсерватории, присвоено наименование «2476 Андерсен»[54].
- Память об Андерсене увековечена рядом скульптур и иных достопримечательностей: в Копенгагене в честь Андерсена установлена статуя Русалочки. Статуи сказочника есть в Нью-Йорке, Братиславе, Малаге, Москве и Оденсе.
- Учреждена литературная премия имени Ханса Кристиана Андерсена за лучшие произведения для детей, присуждаемая раз в 2 года.
- В Люблине существует кукольный театр имени Андерсена[55].
- В городе Сосновый Бор Ленинградской области существует детский игровой комплекс Андерсенград, названный в честь сказочника. Парк развлечений, основной темой которого являются сказки Андерсена, есть в Шанхае[56].
- В 1935 году к столетию со дня издания сказок Андерсена была выпущена серия почтовых марок Дании.
- В 2005 году к двухсотлетию со дня рождения Андерсена были выпущены почтовые марки Беларуси и Казахстана.
- 14 октября 2017 года в московском парке 850-летия Москвы был установлен памятник писателю[57].
- 2 апреля, в день рождения писателя, отмечается Международный день детской книги.

- Почтовая марка Беларуси, 2005 год
- Почтовая марка Казахстана, 2005 год
- Золотая медаль к премии имени Ханса Кристиана Андерсена

### Памятники
- Статуя в Центральном парке в Нью-Йорке, посвящённая памяти Андерсена и его произведению «Гадкий утенок»
- Памятник Андерсену в замке Розенборг, Копенгаген
- Памятник в Оденсе вывозится в гавань во время публичной выставки
- Памятник в Оденсе, наполовину погружённый в воду
- Памятник в Солванге — калифорнийском городе, построенном датскими иммигрантами
- Памятник в Братиславе, Словакия
- Портретный бюст в Сиднее, представленный наследным принцем и принцессой Дании в 2005 году